# Goilberdingen
Goilberdingen est un hameau qui fait partie de la commune de Culemborg dans la province néerlandaise du Gueldre. Goilberdingen est situé à l'ouest de la ville de Culembourg, sur le Lek. Le hameau est situé près de Werk aan het Spoel (nl) et du Fort Everdingen (nl), deux éléments de la Nouvelle ligne de défense (en néerl. Nieuwe Hollandse Waterlinie). À Goilberdingen même se trouve le fort du même nom.